# Al Idrissi
Pour les articles homonymes, voir Charif Al Idrissi et Idrissi.
Al Idrissi, Al-Idrīsī, Edrisi ou encore Charif Al Idrissi Sebti, de son nom complet Abu Abdallah Muhammad Ibn Muhammad Ibn Abdallah Ibn Idriss al-Qurtubi al-Hassani Sebti (arabe : أبو عبد الله محمد ابن محمد ابن عبد الله ابن ادريس القرطبي الحسني), connu aussi sous le nom de Dreses, parfois surnommé « l'Arabe de Nubie », est un explorateur, géographe, botaniste et médecin arabe andalou né vers l'an 1100 à Ceuta (alors faisant partie de l'empire des Almoravides). 
Il a grandi au Maroc et en Al-Andalus, a étudié à Cordoue sous l'empire Almoravide, a exploré une grande partie de la Méditerranée et est allé aussi en Europe. Il serait mort vers 1165 ou 1175 en Sicile ou à Ceuta. Il appartient à la famille des chérifs idrissides.
Al Idrissi doit sa renommée à la création d'une des premières cartes géographiques et planisphères connues du monde et à la rédaction d'un ouvrage de géographie descriptive intitulé "Kitâb Nuzhat al Mushtâq" : « Livre de divertissement pour celui qui désire parcourir le monde » ou "Kitâb Rudjâr" - Le « Livre de Roger ». Rédigé à la demande de Roger II, roi normand de Sicile, cet ouvrage illustre et commente un grand planisphère en argent construit par Al Idrissi. Cette œuvre a été commandée par Roger II de Sicile, un souverain normand qui souhaitait une représentation exhaustive du monde connu de l'époque.

## Biographie

### Origines
Son nom complet, tel que rapporté par la littérature arabe, Abu Abdallah Muhammad ibn Muhammad ibn Abdallah ibn Idriss ibn Yahya ibn Ali ibn Hammud ibn Maymun ibn Ahmad ibn Ali ibn Obeid-Allah ibn Omar ibn Idriss ibn Idriss ibn Abdallah ibn Hassan ibn Hassan ibn Ali ibn Abi-Talib, indique une ascendance chérifienne par le biais des Idrissides et des Hammudites. Le laqab al-Qurtubi désigne une origine cordouane de la famille.
On connaît peu de choses sur la vie d'al-Idrīsī. Il serait né à Ceuta, qui faisait à l'époque partie de l'empire des Almoravides, vers 1100, dans une famille noble d'Al-Andalus. Il semble avoir étudié à Cordoue, ancienne capitale du califat de Cordoue. Sa famille provenait certainement de Malaga, alors dominée par la dynastie des Idrissides.

### Voyages
Al Idrissi aurait voyagé au Maghreb, en péninsule Ibérique, et peut-être même en Asie mineure, rapportant de ses voyages des notes sur la géographie et la flore des régions visitées. On connaît mal les circonstances de sa venue en Sicile, où il arrive en 1138. Le roi normand Roger II de Sicile l'aurait appelé à sa cour à Palerme pour y réaliser un grand planisphère en argent et surtout pour écrire le commentaire géographique correspondant, le « Livre du divertissement de celui qui désire parcourir le monde ». Ce travail lui prend seize années de sa vie. On perd sa trace en 1158. Il meurt en 1165, probablement à Ceuta.
Le peu de renseignements sur ce savant du Moyen Âge provient peut-être, d'après l'historien Francisco Pons-Boigues, du fait que les biographes arabes ont considéré al-Idrīsī comme un renégat, au service d'un roi chrétien. Cependant d'autres auteurs expliquent le fait que la vie et l'œuvre d'al-Idrisi soient peu exposées par les écrivains arabes par sa vie errante.

## Œuvres

### Cartographie
Lorsque Al Idrissi arrive à Palerme en 1138, Roger II de Sicile lui demande de réaliser un planisphère et un commentaire associé. L'ouvrage qui en résulte s'intitule Livre du divertissement de celui qui désire découvrir le monde (Kitāb nuzhat al-mushtāq fī ikhtirāq al-āfāq). Communément connu sous l'appellation de Livre de Roger, il est l'un des meilleurs ouvrages de cartographie médiévale.
Une copie numérisée est consultable sur Gallica

#### Sources
L'ouvrage a bénéficié de la situation particulière du royaume normand de Sicile au XIIe siècle et du syncrétisme entre civilisations byzantine, latine et arabe qui le caractérisait. Pour réaliser cet ouvrage majeur de géographie médiévale, al-Idrīsī s'est appuyé sur la Géographie du Grec Ptolémée, écrite au IIe siècle, complètement perdue en Europe, mais préservée dans le monde musulman dans sa version grecque et une traduction arabe réalisée pour le calife abasside Al-Ma’mūn au début du IXe siècle. Al-Idrisi pourrait avoir subi l'influence de son compatriote, l'astronome hispano-musulman Azarchel, qui a corrigé les données géographiques de Ptolémée concernant la région ouest de la Méditerranée.
Al Idrissi dispose aussi de l'ouvrage en latin du chrétien espagnol Orose dont l'Histoire, écrite au Ve siècle, comprend un volume de géographie descriptive ; et d'autres venant de la tradition islamique, notamment Ibn Khordadbeh et Ibn Hawqal, réalisant ainsi une synthèse originale.
Roger de Sicile soutient le projet en finançant des voyages lointains dont les comptes rendus s'ajoutent aux sources dont disposait Al Idrissi. Celui-ci s'est aussi appuyé sur ses propres voyages et sur les observations qu'il obtenait d'autres voyageurs, mettant à profit la situation de la Sicile à un point stratégique de la Méditerranée et interrogeant les équipages des navires touchant les ports du royaume sicilien.

#### Transmission
La réalisation du projet demande quinze ans de travail, et la première version de l'ouvrage a été réalisée en 1154, peu avant la mort de Roger II. L'ouvrage comprend une carte du monde circulaire, une carte rectangulaire beaucoup plus grande, et un texte de commentaires rédigés en arabe.

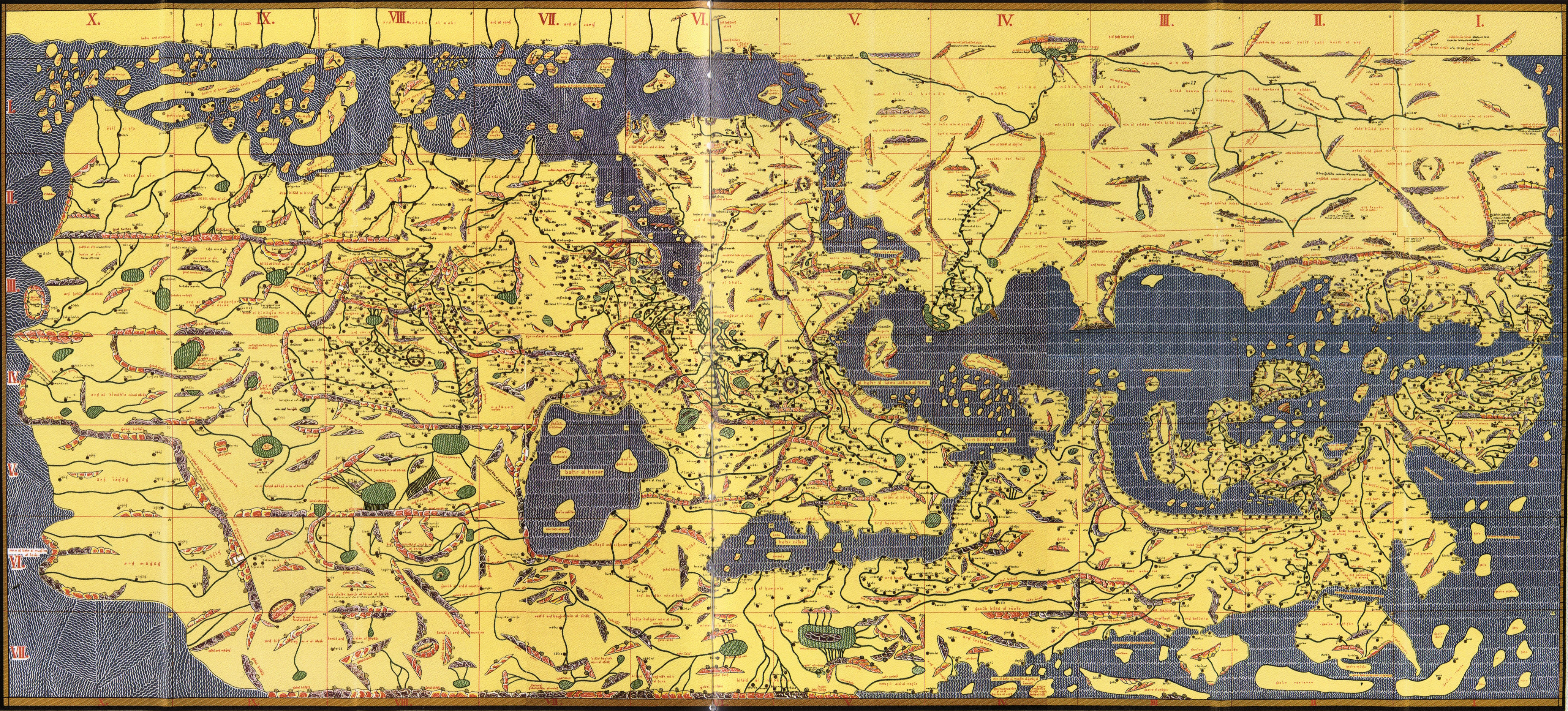
Livre de Roger, carte avec points cardinaux inversés (nord en bas), réalisée pour Roger II de Sicile en 1154.

Seuls en ont subsisté dix copies manuscrites, dont la plus ancienne date de 1300 et la plus récente de la fin du XVIe siècle. Un des manuscrits les mieux préservés, contenant une carte circulaire du monde, se trouve à la Bodleian Library. Un abrégé, publié pour la première fois en arabe à Rome en 1592, a été traduit en latin sous le titre de Geographia Nubiensis, par Gabriel Sionite, Paris, 1619.
Pierre Amédée Jaubert, interprète militaire, en retrouva en 1829 un manuscrit complet à la Bibliothèque nationale de France et en publia la traduction en français, Paris, 1837-1839, 2 volumes in-4, avec notes. C'est la seule traduction complète du Livre de Roger : elle est considérée comme peu fiable en raison des manuscrits de seconde main qu'elle utilise. Une nouvelle édition ne corrige que partiellement ces erreurs.

#### Présentation
La grande carte rectangulaire est composée de 70 feuilles rectangulaires, assemblées en 7 rouleaux de 10 feuilles chacun.
Comme Ptolémée, Al Idrissi divise le monde en sept « climats » ou régions, allant de l'est à l'ouest, tout en orientant sa carte avec le sud au sommet. Le monde connu s'étend alors des Îles Canaries à la Corée et de l'Afrique équatoriale à la Scandinavie et à la Sibérie. Innovant cependant par rapport à Ptolémée, Al Idrissi subdivise chaque « climat » en dix sections, ce qui découpe le monde en une grille de soixante-dix rectangles. Chaque section est représentée par une carte et ensuite décrite de façon détaillée.

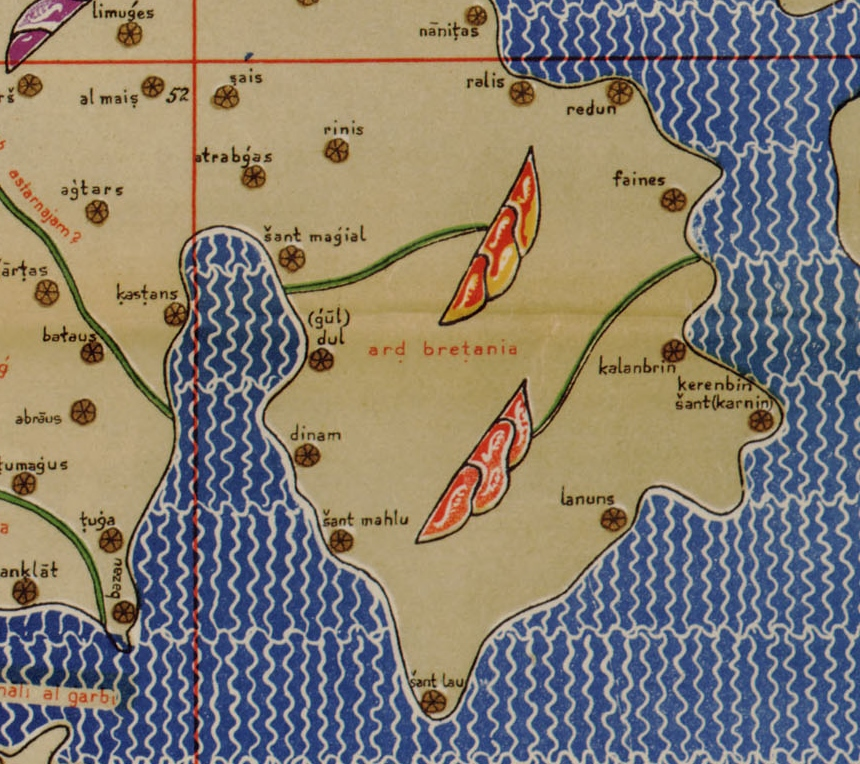
La Bretagne selon Al Idrissi (le nord en bas), copie de 1929 en alphabet latin des noms de ville en arabe dont : Dinam (Dinan), Sant Mahlu (Saint-Malo), Sant Lau (Saint-Lô) Nanitas (Nantes) etc.

La définition standard de ces zones dites climats est astronomique : les climats se succèdent selon une limite correspondant à une augmentation d'une demi-heure de la durée maximale du jour. Par suite de cette définition les largeurs des climats diminuent quand on va vers le nord, cependant sur la carte d'al Idrissi, ils ont tendance à avoir une largeur constante de six degrés.
La carte représente plusieurs centaines d'éléments géographiques et de villes, mais la méthode exacte employée pour les situer est mal connue. Il semble qu'Al idrissi ne fut guère un mathématicien précis et qu'il ignorait la trigonométrie, mais ses méthodes approximatives étaient cependant bien adaptées en pratique à la masse des données souvent contradictoires qu'il avait à traiter, « ses erreurs ne furent pas énormes ». Al Idrissi a adopté des méthodes innovantes qui marquaient une rupture avec les traditions cartographiques arabes précédentes. Il a réintégré et modernisé les techniques géographiques de Ptolémée, qui avaient été partiellement délaissées au profit d'approches plus descriptives et moins systématiques.La méthode d'Al Idrissi comprenait la compilation de données à partir de sources variées, incluant des voyages qu'il a pu effectuer lui-même ou par le biais de rapports de voyageurs. Il combinait ces informations avec des connaissances historiques et contemporaines pour produire des cartes qui étaient non seulement des outils de navigation mais aussi des représentations du monde riche en détails géographiques, culturels et économiques.En utilisant un système de quadrillage détaillé, Al Idrissi a divisé le monde en sections clairement délimitées, facilitant ainsi une cartographie plus précise et fonctionnelle.
Le "Livre de Roger" est considéré comme l'une des représentations les plus avancées du globe terrestre de son temps. Cette œuvre est remarquable pour sa précision et sa richesse en informations, offrant une vision globale qui inclut des régions d'Afrique, d'Europe, et d'Asie. Les cartes d'Al Idrissi ont été largement utilisées et ont influencé tant le monde islamique que l'Europe, jouant un rôle clé dans le développement ultérieur de la géographie européenne durant la Renaissance.
Cette description résolument encyclopédique comprend aussi bien la géographie physique que les activités humaines. L'auteur décrit en détail la Sicile, l'Italie, sa patrie l'Espagne, l'Europe du Nord et l'Afrique, ainsi que Byzance. Sa connaissance du Niger, du Soudan et du Nil reste remarquable pour son époque.
Sur la carte, les cours d'eau et lacs d'eau douce sont représentés en vert, tandis que les mers sont en bleu.
Plus tard, al-Idrīsī a mis au point une autre encyclopédie géographique, plus complète encore, que l'auteur a intitulée Rawd-Unnas wa-Nuzhat al-Nafs (« Plaisir des hommes et joie de l'âme »), livre également connu sous le nom de  Kitab al-Mamalik wa al-Masalik (« Livre des royaumes et des routes »).

#### Analyses
Al-Idrisi a soutenu la théorie de la sphéricité de la Terre, connue depuis l'Antiquité.
Pour un article plus général, voir Figure de la Terre dans l'Antiquité.

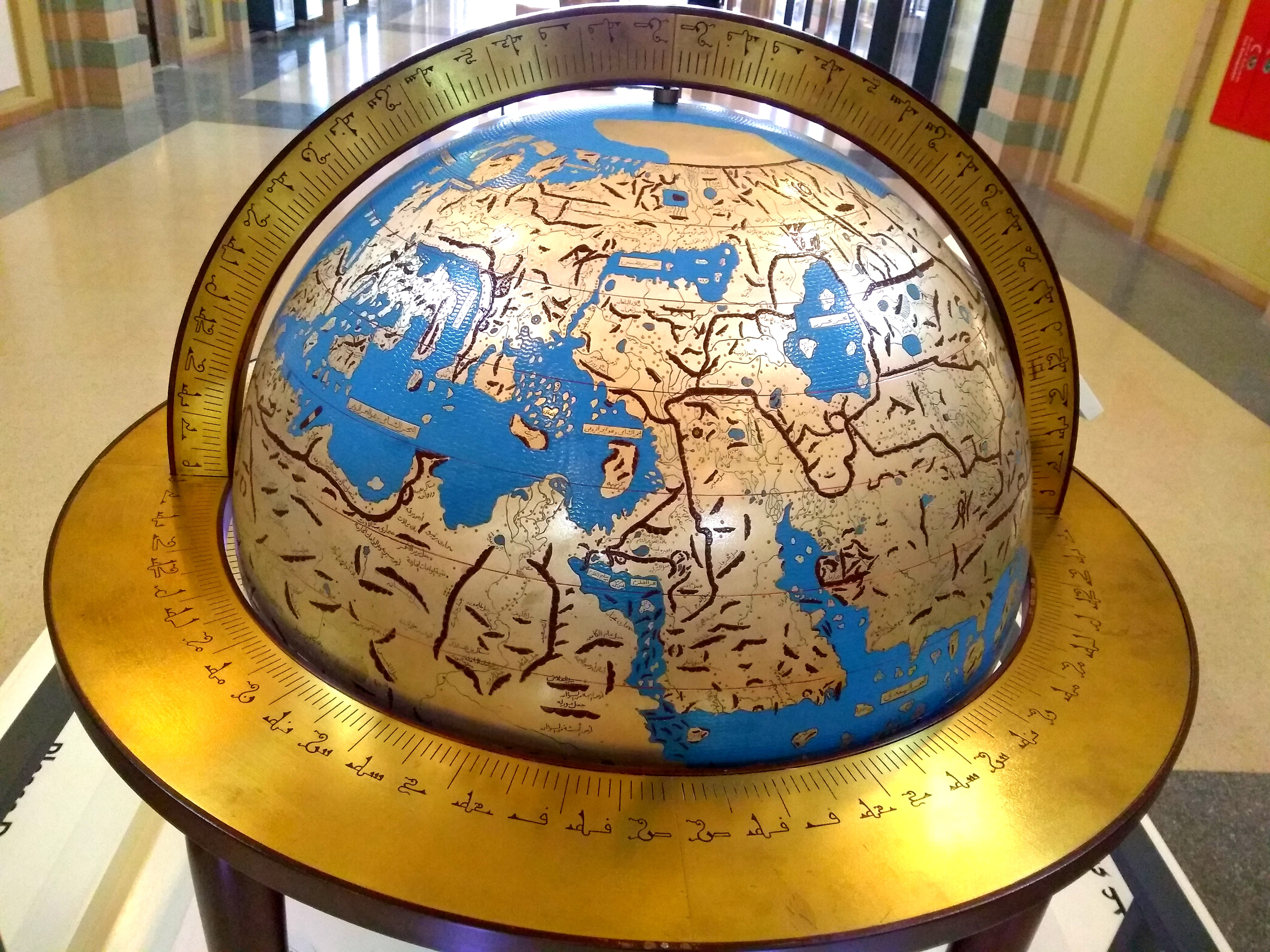
Reproduction d'un globe terrestre selon le planisphère d'Al Idrissi, le nord en haut.

Bien que ses cartes aient la forme d'un disque, il a expliqué que le disque symbolisait uniquement la manière du monde : « La terre est ronde comme une sphère, et l'eau s'y tient et y reste par le biais de l'équilibre naturel qui ne subit pas de changement ». Il estime la circonférence de la Terre à 37 000 km.
L'ouvrage est considéré comme le chef-d'œuvre de la cartographie arabe. En dépit du caractère innovant de ses ouvrages géographiques, ni les chrétiens ni les musulmans n'apprécièrent la valeur de ses cartes et les croyances religieuses l'emportèrent sur la description géographique.
Tout au long du XXe siècle, la carte d'Al Idrissi a fait l'objet de nombreuses études historiques portant sur des régions particulières, comme les îles Britanniques, la Scandinavie, l'Allemagne, l'Espagne, la Bulgarie, l'Afrique et l'Inde.

### Autres
En matière de plantes médicinales, son Kitab al-Jami-li-Sifat Ashtat al-Nabatat (« Livre rassemblant les descriptions fragmentaires des plantes » ou Traité des simples) témoigne des connaissances approfondies en botanique d'Al Idrissi. Il a étudié et a examiné la littérature disponible en son temps sur les plantes médicinales et a fait progresser les connaissances en la matière depuis les Grecs anciens, mettant à l'usage des médecins un grand nombre de nouvelles plantes médicinales avec leur évaluation médicale. Il a donné les noms de ces plantes dans six à douze langues : syriaque, grec, persan, hindi, latin, berbère... Il énumère par exemple des plantes soudanaises.
Cet ouvrage d'Al Idrissi a été largement utilisé par Ibn al Baitar pour son dictionnaire de pharmacopée, une grande synthèse encyclopédique du XIIIe siècle.
Outre la botanique et la géographie, al-Idrīsī a aussi écrit sur la faune et la zoologie. Son œuvre écrite en arabe a été traduite rapidement en latin.

#### Édition du texte arabe
- أبو عبد الله محمد بن محمد بن عبد الله بن ادريس الادريسي [Abū ʿAbd Allāh Muḥammad bin Muḥammad bin ʿAbd Allāh bin Idrīs al-Idrīsī], نزهة المشتاق في اختراق الآفاق [Nuzhat al-mushtaq fî ikhirâq al-âfâq], éd. complète par A. Bombaci, Naples et Rome, 1970-1984, 9 vol.

#### Traductions et éditions partielles
- Al-Idrīsī, Le Magrib au XIIe siècle, trad. par M. Hadj-Sadok, Paris, 1983 (chapitres sur le Maghreb).
- Al-Idrīsī (trad. Reinhart Pieter Anne Dozy, Michael Jan de Goeje), Description de l'Afrique et de l'Espagne, Leyde, Brill, 1866 (lire en ligne) ; repr. 1968 (trad. en ligne) ; publ. avec une nouv. éd. du texte arabe par Fuat Sezgin, Francfurt am Main, 1992 (Mathematical geography and cartography, 16).
- Al-Idrīsī, Livre de la récréation de l’homme désireux de connaître les pays, trad. complète par Pierre Amédée Jaubert, Paris, 1836-1840, 2 vol. ; rééd. sous le titre de La première géographie de l'Occident, par Henri Bresc et Annliese Nef, Paris, 1999  (ISBN 978-2-08-071069-7) (avec une mise à jour des chapitres sur l’Occident).